# Biskopsstenen

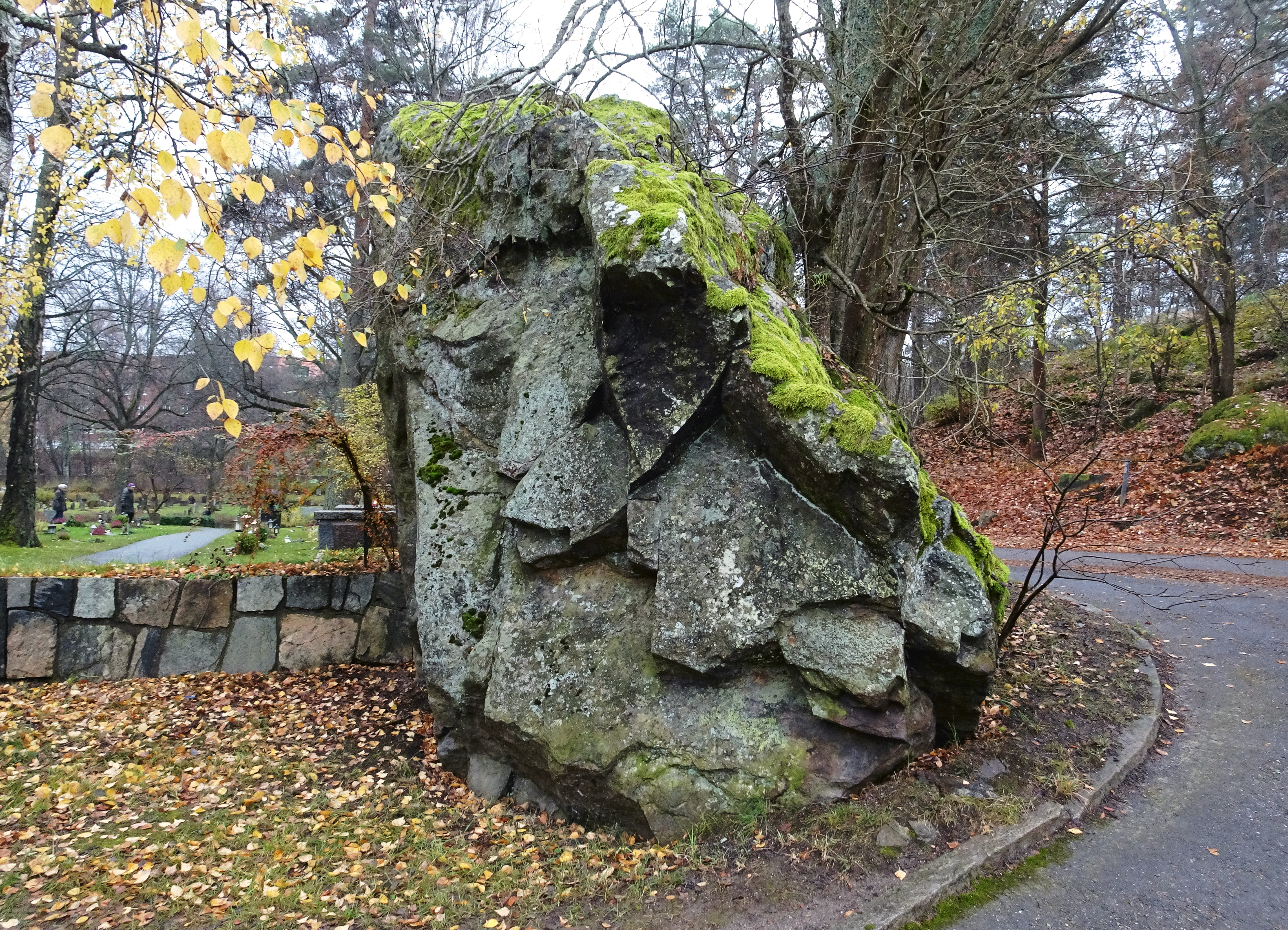
Flyttblocket liknar en biskopsmössa.

Biskopsstenen kallas ett flyttblock vid Tomtberga kyrkogård  i Huddinge kommun. Stenen som landade här under istiden är ett geologiskt naturminne och inom gammal folktro har dylika block nära kyrkor fått heta jättekast. Blocket mäter 7 x 4 meter och är cirka 3,5 meter högt med en spets uppåt som liknar en biskopsmössa.

## Beskrivning
Flyttblocket finns strax söder om Huddinge kommunalhus vid ingången till Tomtberga kyrkogård. I närheten fanns på 1700-talet en kyrkvaktarstuga som låg på Huddinge kyrkas mark. Stugan kallades även Biskopsbacken och dess sista invånare var kyrkvaktmästaren Anders Persson (född 1736), med familj. I längden står den som "Kyrkvaktarstugan" fram till året 1800, från 1801 till 1819 uppges den heta "Biskopsbacken". Om Biskopsstenen fått sitt namn efter stugan Biskopsbacken eller tvärtom är i nuläget okänt. Blockets toppiga form påminner även om en biskopsmössa.
Biskopen uppsökte Huddinge kyrka 1690, 1723 och 1724 med anledning av dess förfall och under visitationerna planerades kyrkans framtida upprustning.

## Bilder

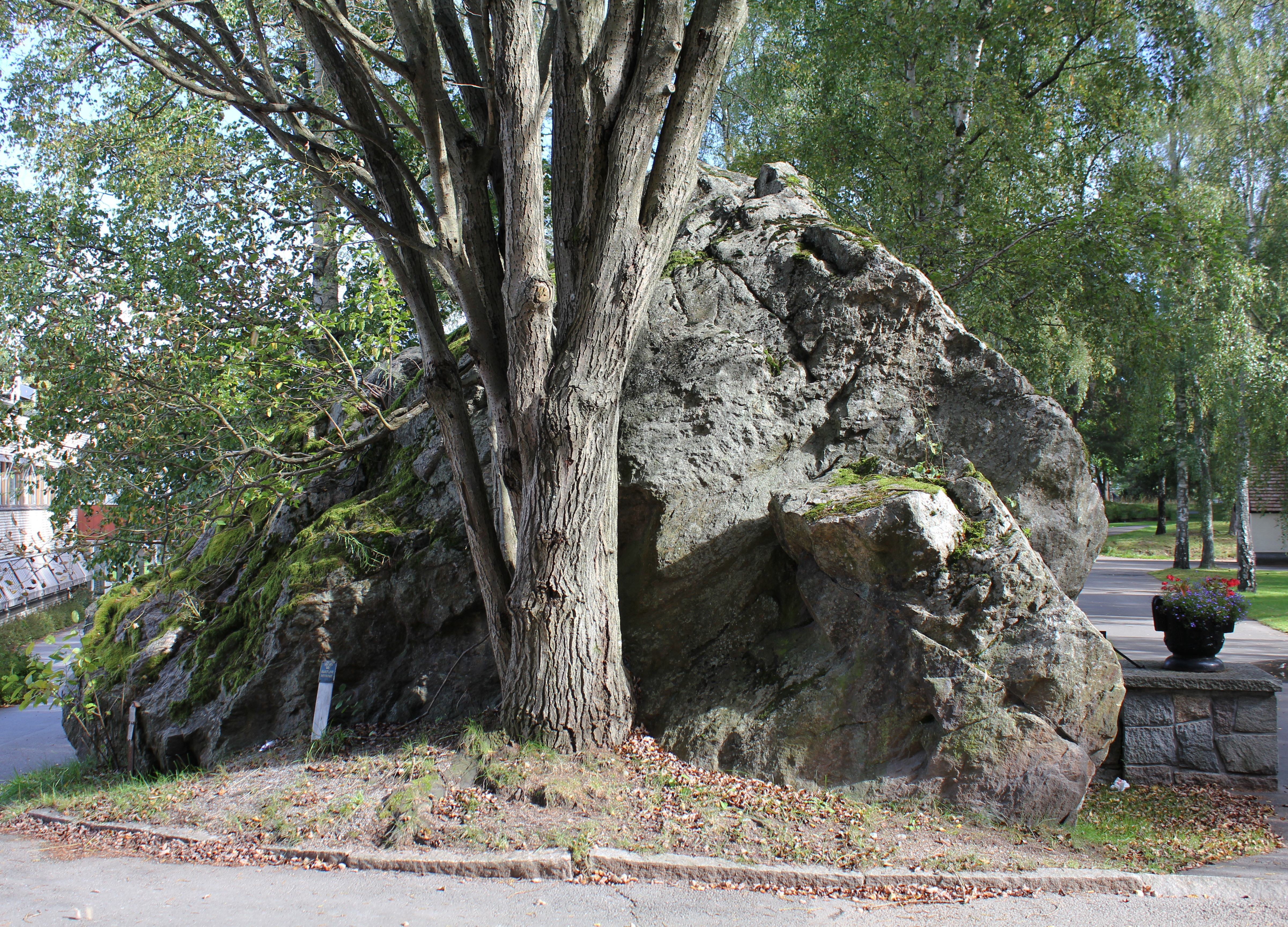
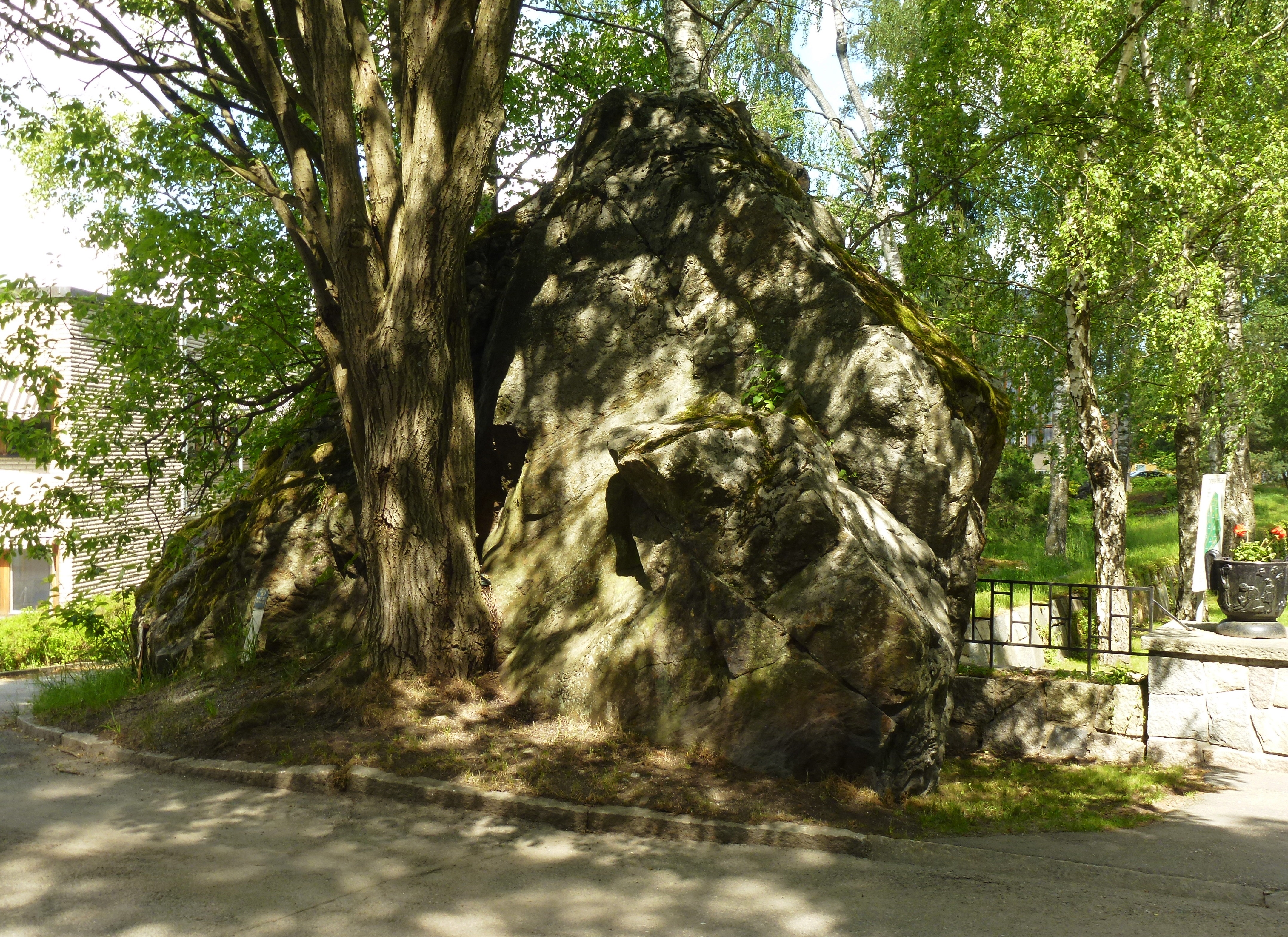
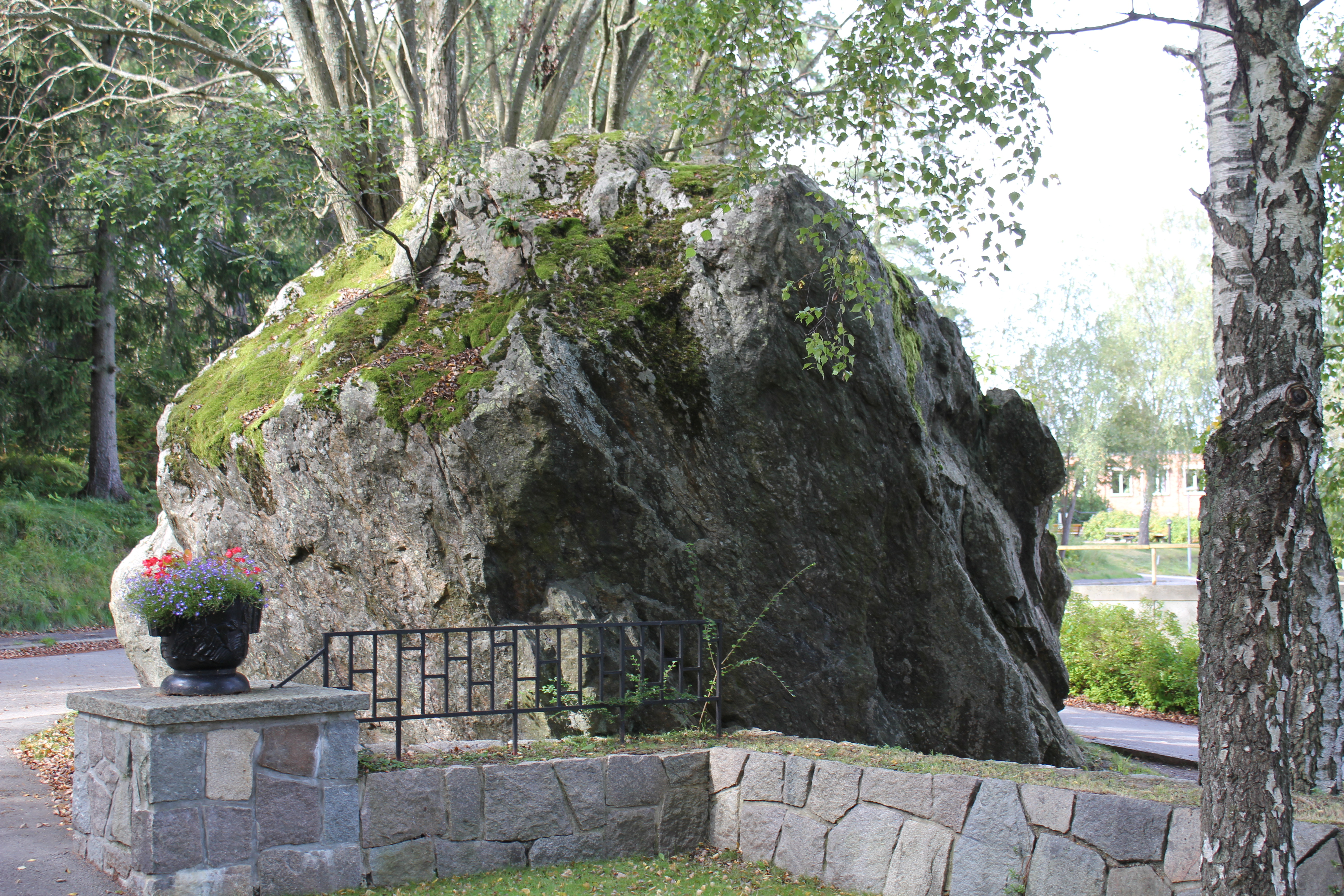
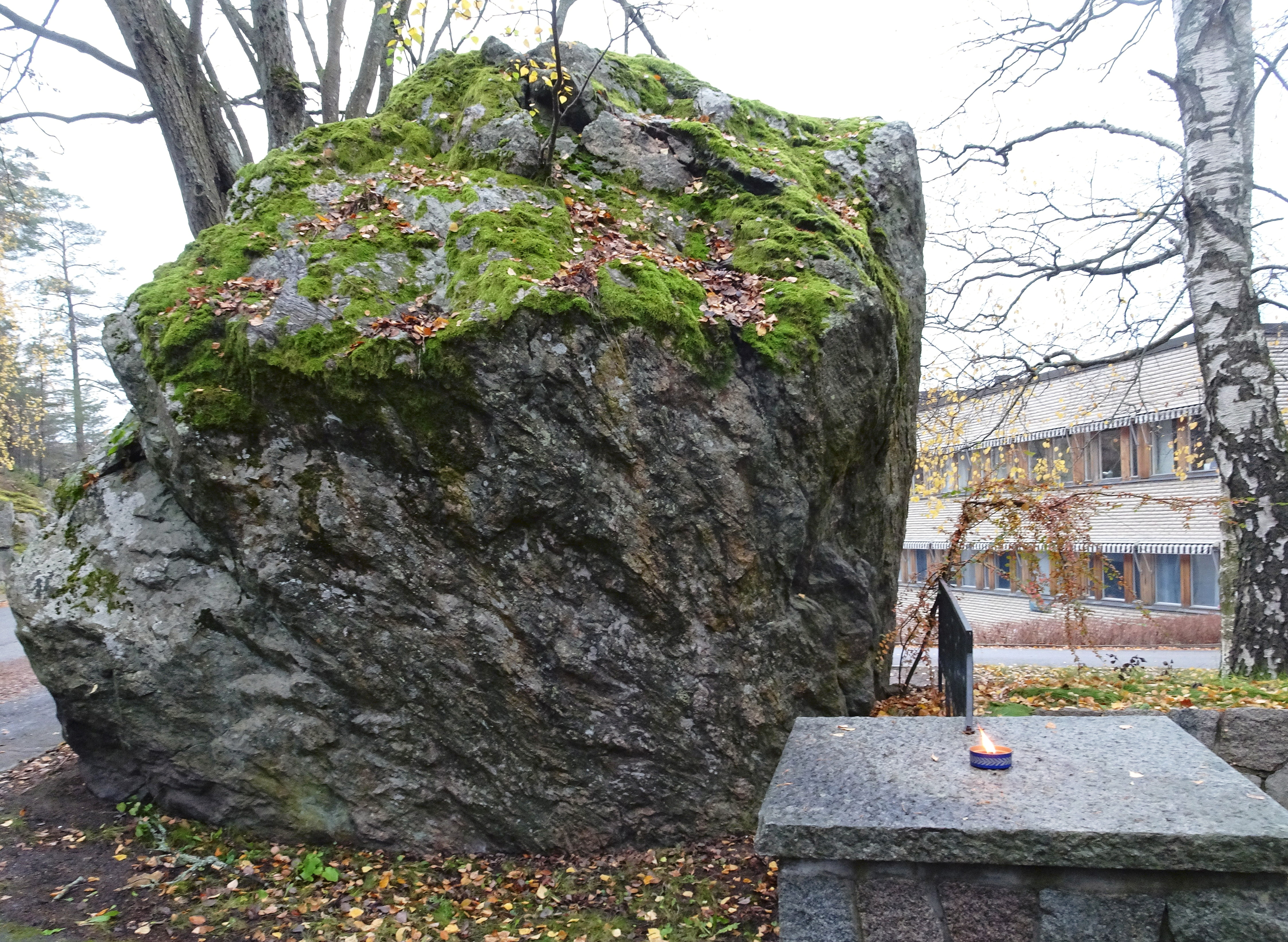